# بوبي روبنسون (لاعب كرة قاعدة)
بوبي روبنسون (بالإنجليزية: Bobby Robinson)‏ هو لاعب كرة قاعدة أمريكي، ولد في 25 أكتوبر 1903، وتوفي في 17 مايو 2002.